# Seznam madžarskih astronomov
Seznam madžarskih astronomov.

## D
- Alíz Derekas

## K
- György Kulin

## R
- Reuven Ramaty

## S
- Lipót Schulhof
- Victor Szebehely